# هانسيورج فايسبريتش
هانسيورج فايسبريتش (بالألمانية: Hansjörg Weißbrich)‏ (و. 1967  م) هو مونتير  ألماني، ولد في زيغن.

## أعمال بارزة
من أهم أعماله:
- Requiem (2006 film) [الإنجليزية]‏
- If Not Us, Who? [الإنجليزية]‏
- حياتان
- Storm (2009 film) [الإنجليزية]‏
- Impossibly Yours  [لغات أخرى]‏
- تجارة
- كولونيا

## جوائز وترشيحات
حصل على جوائز منها:
- German Film Award for Best Editing  [لغات أخرى]‏عن عمل: حياتان في 2014[5]
- German Film Award for Best Editing  [لغات أخرى]‏عن عمل: Storm (2009 film) [الإنجليزية]‏ في 2010[5]

ترشح لـ:
- German Film Award for Best Editing  [لغات أخرى]‏عن عمل: كولونيا2016[5]
- German Film Award for Best Editing  [لغات أخرى]‏عن عمل: حياتان2014[5]
- German Film Award for Best Editing  [لغات أخرى]‏عن عمل: If Not Us, Who? [الإنجليزية]‏2011[5]
- German Film Award for Best Editing  [لغات أخرى]‏عن عمل: Storm (2009 film) [الإنجليزية]‏2010[5]
- German Film Award for Best Editing  [لغات أخرى]‏عن عمل: تجارة2008[5]
- German Film Award for Best Editing  [لغات أخرى]‏عن عمل: Impossibly Yours  [لغات أخرى]‏2007[5]
- German Film Award for Best Editing  [لغات أخرى]‏عن عمل: Requiem (2006 film) [الإنجليزية]‏2006.[5]

## وصلات خارجية
- هانسيورج فايسبريتش في قاعدة بيانات الأفلام على الإنترنت
- هانسيورج فايسبريتش  على موقع أول موفي